# Karawal Nagar
Karawal Nagar là một thị trấn thống kê (census town) của quận North East thuộc bang Delhi, Ấn Độ.

## Nhân khẩu
Theo điều tra dân số năm 2001 của Ấn Độ, Karawal Nagar có dân số 148.549 người. Phái nam chiếm 54% tổng số dân và phái nữ chiếm 46%. Karawal Nagar có tỷ lệ 65% biết đọc biết viết, cao hơn tỷ lệ trung bình toàn quốc là 59,5%: tỷ lệ cho phái nam là 73%, và tỷ lệ cho phái nữ là 55%. Tại Karawal Nagar, 18% dân số nhỏ hơn 6 tuổi.